# جو أوسبورن
جو أوسبورن (بالإنجليزية: Joe Osborn)‏ هو موسيقي أمريكي، ولد في 28 أغسطس 1937 في Mound, Louisiana ‏ في الولايات المتحدة، وتوفي في 14 ديسمبر 2018 بسبب سرطان البنكرياس.

## وصلات خارجية
- جو أوسبورن على موقع IMDb (الإنجليزية)
- جو أوسبورن على موقع ميوزك برينز (الإنجليزية)
- جو أوسبورن على موقع أول ميوزيك (الإنجليزية)
- جو أوسبورن على موقع ديسكوغز (الإنجليزية)
- جو أوسبورن على موقع قاعدة بيانات الفيلم (الإنجليزية)